# Riviera delle Palme (Marcas)

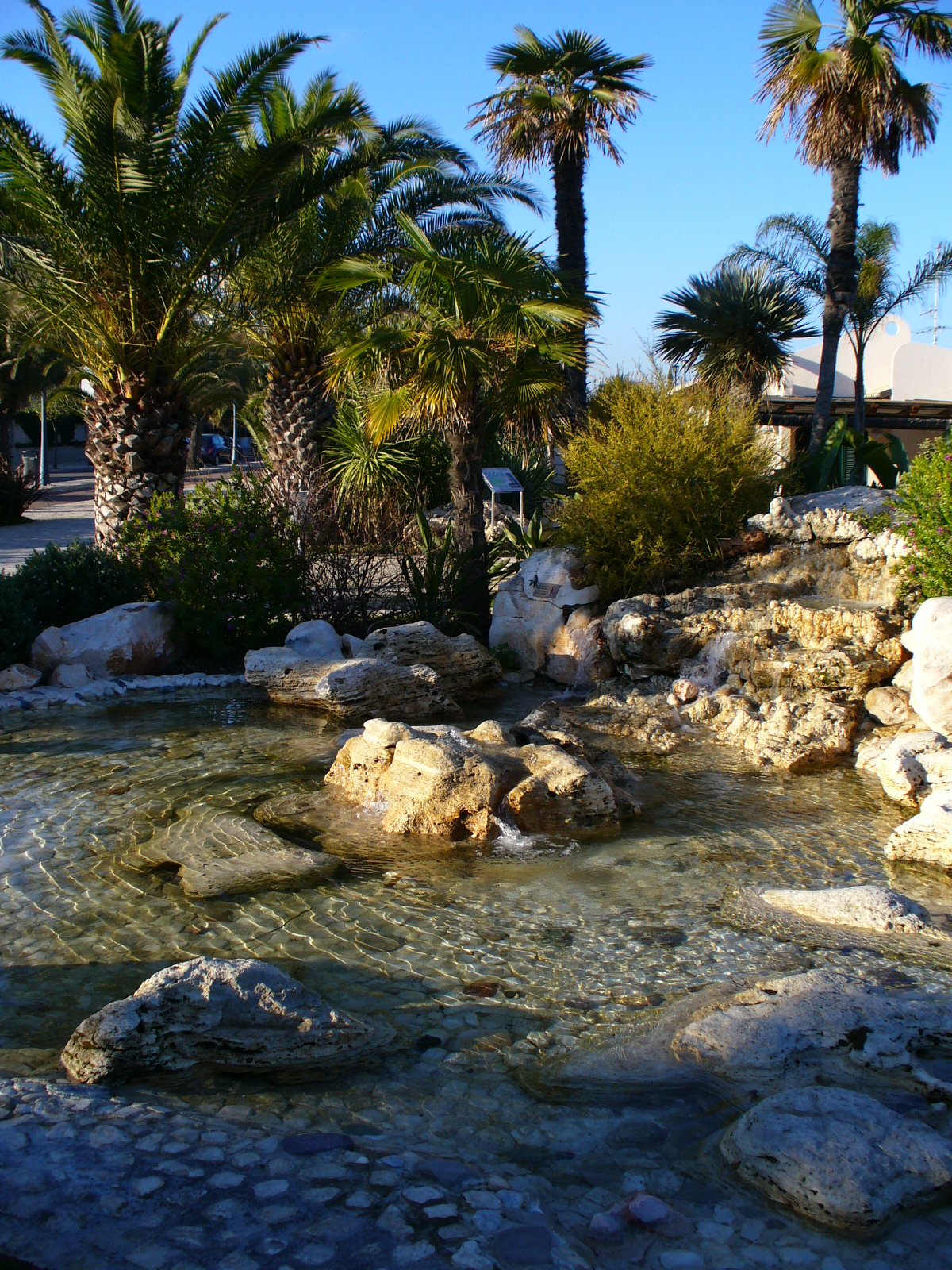
Uno de los "oasis" que caracterizan el nuevo equipamiento urbano del paseo marítimo sur de San Benedetto del Tronto.

Riviera delle Palme es una denominación turística que identifica aquel tramo de costa de Las Marcas que va desde Cupra Marittima al río Tronto, pasando por Grottammare y San Benedetto del Tronto, caracterizado por la presencia de millares de palmas, preferentemente de la especie palmera canaria y datilera silvestre. Originariamente la expresión se atribuía solo a San Benedetto del Tronto, en la cual, entre los jardines públicos y privados a lo largo de los viales urbanos, se cuentan un total de alrededor de 8.000 palmeras de diferentes especies, que constituyen al tiempo una especie de símbolo de la ciudad. El nombre Riviera delle Palme se ha relacionado también con el consorcio turístico nacido en el año 2000 que, además de otros municipios costeros ya citados, comprende también los municipios de tierra adentro.
Destacan en la Riviera el paseo marítimo de San Benedetto. Fue proyectado por el ingeniero Luigi Onorati en el año 1931 y fue inaugurado al año siguiente; se le considera una realización ruinosa para la época. Con el transcurso de los años el proyecto se extendió hasta llegar a las actuales dimensiones, de cerca de 6 km, desde la rotonda Giorgini a la rotonda Salvo D'Acquisto en Porto D'Ascoli. Recientemente se ha preparado una gran obra de reestructuración y rediseño del paseo marítimo interior.
En el año 2000 se constituyó el consorcio turístico "Riviera delle Palme" como órgano de información, promoción y revalorización del territorio a nivel internacional. Inicialmente constituido por San Benedetto del Tronto solo y, posteriormente, por las vecinas localidades balnearias de Grottammare y Cupra Marittima, se decide de enriquecer la oferta balnearia promoviendo importantes acontecimientos culturales resaltando, junto a la costa adriátivca, la riqueza de tierra adentro y del Piceno, con la entrada en el consorcio de los municipios de Offida, Monteprandone, Acquaviva Picena, Ripatransone, y, recientemente, también del municipio latino de Accumoli (en la provincia de Rieti), todo organizado a nivel internacional de la marca "Riviera delle Palme".